# Seconda Repubblica di Polonia
Seconda Repubblica di Polonia è il nome non ufficiale applicato alla Repubblica di Polonia nel periodo compreso tra la prima e la seconda guerra mondiale. La repubblica confinava con la Germania, la Cecoslovacchia, la Romania, l'Unione Sovietica, la Lettonia, la Lituania e la Città Libera di Danzica.
Quando i confini dello Stato furono stabiliti, nel 1922, aveva una superficie di 388 600 km² (il sesto Stato dell'Europa), e 27,2 milioni di abitanti, secondo il censimento di quell'anno. Nel 1939, subito prima dello scoppio del secondo conflitto mondiale, aveva circa 35,1 milioni di abitanti. Un terzo di questi erano appartenenti alle minoranze nazionali (16% di ucraini e bielorussi, 9% di ebrei, 2% di tedeschi e 2% di lituani, cechi e altri).
La Seconda Repubblica è spesso associata a tempi di grande avversità; dovette destreggiarsi nelle difficoltà economiche conseguenti alla Grande Guerra, alla guerra sovietico-polacca, alla guerra polacco-lituana ed alla guerra polacco-ucraina, e in seguito con la crescente ostilità della Germania nazista. La Polonia non giunse mai ad ottenere un livello di sviluppo economico e di prosperità comparabile a quello dei Paesi dell'Europa occidentale, anche se le realtà di Varsavia, Cracovia e Leopoli si innalzarono al livello delle principali città occidentali.
L'esistenza della Seconda Repubblica Polacca è importante per essere stata la prima forma davvero indipendente de facto (già lo era de iure) da 123 anni dopo la spartizione del 1795. La Repubblica scomparve nel 1939 a causa dell'attacco della Germania nazionalsocialista (campagna di Polonia) e dell'intervento successivo dell'Unione Sovietica che occupò le aree orientali secondo le zone d'influenza stabilite nel patto Molotov-Ribbentrop.

## Nome
Il nome ufficiale dello stato era Repubblica di Polonia. Nella lingua polacca, era indicato come Rzeczpospolita Polska (abbr. RP), con il termine Rzeczpospolita come nome tradizionale per la repubblica a cui si fa riferimento in vari stati polacchi, inclusa la Confederazione polacco-lituana, e successivamente all'attuale Terza Repubblica Polacca. In altre lingue ufficiali utilizzate a livello regionale, lo stato era indicato come: Republik Polen in tedesco, Польська Республіка (trascrizione:  Polʹsʹka Respublika) in ucraino, Польская Рэспубліка (trascrizione: Poĺskaja Respublika) in bielorusso, e Lenkijos Respublika, in lituano.
Tra il 14 novembre 1918 ed il 13 marzo 1919, lo stato venne indicato in polacco come Republika Polska, invece di Rzeczpospolita Polska. Entrambi i termini significano Repubblica; tuttavia, republika è un termine generico, mentre Rzeczpospolita si riferisce tradizionalmente esclusivamente agli stati polacchi. Inoltre, tra l'8 novembre 1918 e il 16 agosto 1919, la Gazzetta ufficiale dello Stato polacco faceva riferimento al paese come Stato polacco (in polacco: Państwo Polskie).
Dopo la seconda guerra mondiale e l'istituzione degli stati successivi della Repubblica Popolare Polacca e della Terza Repubblica Polacca, lo stato venne chiamato Seconda Repubblica Polacca. In lingua polacca, il Paese è tradizionalmente chiamato II Rzeczpospolita, che significa Seconda Repubblica.

## Storia

### Gli inizi

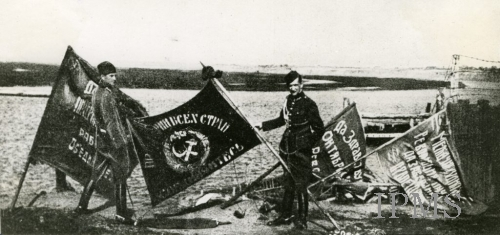
Soldati polacchi che mostrano la bandiera sovietica conquistata dopo la battaglia di Varsavia.

Occupata dagli eserciti tedesco e austro-ungarico nell'estate del 1915, la Polonia (fino ad allora territorio russo) venne proclamata Regno indipendente dalle potenze occupanti il 5 novembre 1916, con un Consiglio di Stato governante e, dal 15 ottobre 1917, venne formato un Consiglio di Reggenza (Rada Regencyjna Królestwa Polskiego) per amministrare l'area in attesa dell'elezione di un re.
Poco prima della fine della prima guerra mondiale, il 7 ottobre 1918, il Consiglio di Reggenza sciolse il Consiglio di Stato e annunciò la sua intenzione di restaurare l'indipendenza della Polonia. Con l'eccezione del Partito Social Democratico di Polonia e Lituania, di orientamento marxista, la maggior parte dei partiti politici sostenne questa idea. Il 23 ottobre il Consiglio nominò un nuovo governo, con a capo Józef Świeżyński e iniziò la coscrizione all'esercito polacco. Il 5 novembre, a Lublino, venne creato il primo soviet dei delegati. Il 6 novembre i comunisti annunciarono la creazione della Repubblica di Tarnobrzeg. Lo stesso giorno, venne creato un Governo Provvisorio Popolare della Repubblica di Polonia, sotto il comando del socialista Ignacy Daszyński.
Il 10 novembre Józef Piłsudski, appena liberato dalle autorità tedesche a Magdeburgo, tornò a Varsavia. Il giorno seguente, tenendo in considerazione la sua popolarità e il sostegno che proveniva da molti partiti politici, il Consiglio di Reggenza nominò Piłsudski Comandante in Capo delle Forze Armate Polacche. Il 14 novembre il Consiglio si sciolse e trasferì tutte le autorità a Piłsudski come Capo di Stato (Naczelnik Państwa).
I centri di governo che vennero creati in Galizia comprendevano un Consiglio Nazionale del Principato di Cieszyn, la Repubblica di Zakopane ed un Comitato di Liquidazione Polacco. Poco dopo, scoppiò il conflitto a Leopoli tra le forze ucraine e quelle polacche. Nel frattempo, nella Polonia occidentale, iniziò un'altra guerra di liberazione nazionale sotto la bandiera della sollevazione della Grande Polonia (1918-1919). Nel gennaio 1919, le forze della Cecoslovacchia attaccarono le unità polacche nell'area di Zaolzie (vedi guerra polacco-cecoslovacca). Subito dopo iniziò la guerra polacco-lituana (ca 1919-1920) e, nell'agosto 1919, i residenti di lingua polacca dell'Alta Slesia iniziarono una serie di tre rivolte della Slesia. Il conflitto militare più critico di quel periodo, tuttavia, la guerra sovietico-polacca (1919-1921), si concluse con una decisiva vittoria polacca.
Dopo le consultazioni con Pilsudski, il governo Daszynski si dimise e nacque il nuovo governo di Jędrzej Moraczewski. Nel 1919 il governo di Varsavia soppresse la Repubblica di Tarnobrzeg ed i consigli di fabbrica.

### Seconda guerra mondiale
L'inizio della seconda guerra mondiale pose fine alla Seconda Repubblica di Polonia. L'invasione della Polonia iniziò il 1º settembre 1939, una settimana dopo la firma del patto Molotov-Ribbentrop, ed ebbe fine il 6 ottobre 1939, con la Germania nazista e l'Unione Sovietica che occuparono interamente la Polonia. Quest'ultima, tuttavia, non si arrese, ma continuò ad esistere segretamente con lo Stato segreto polacco e con il governo in esilio della Polonia.

## Politica e governo

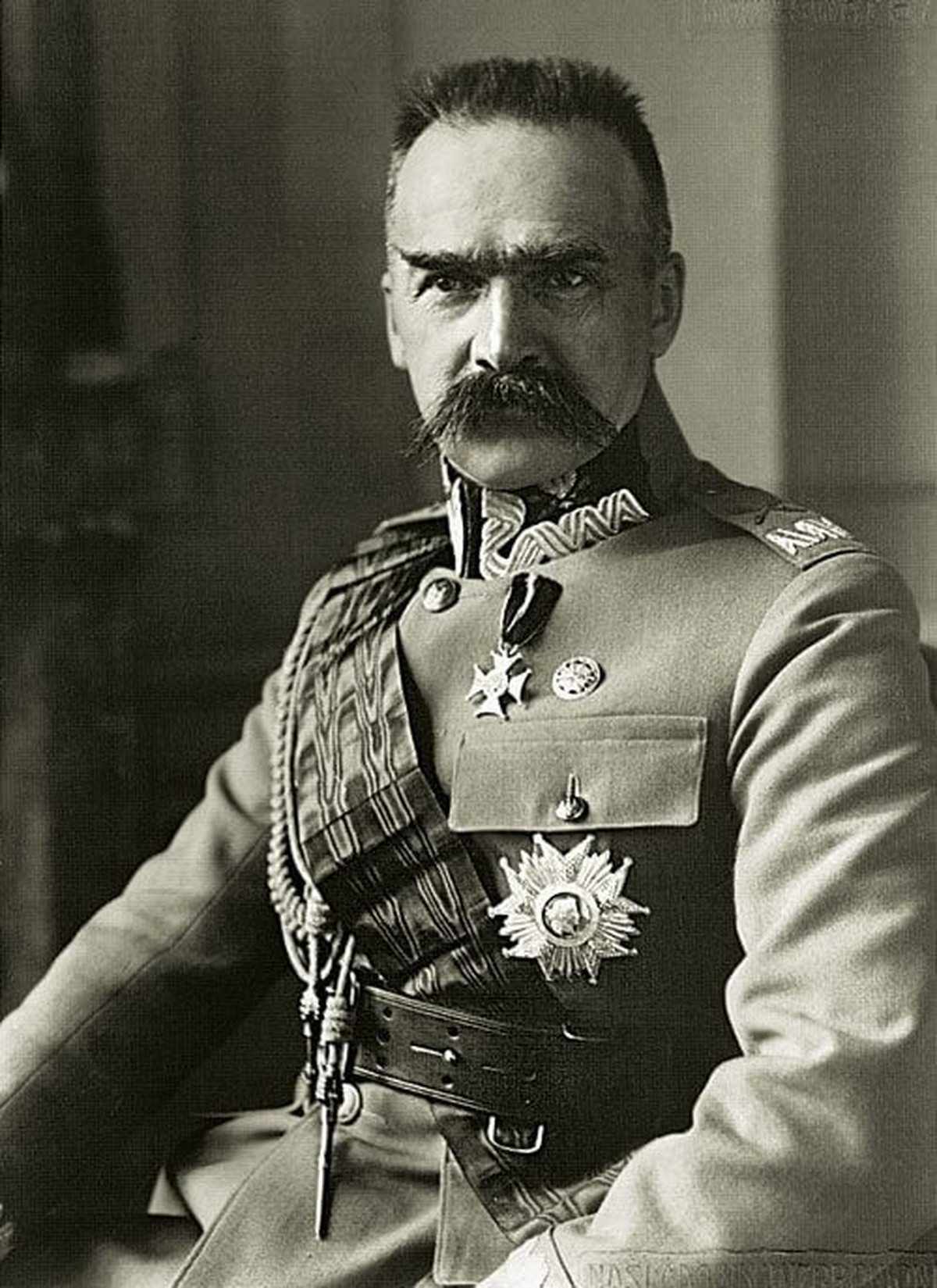
Il maresciallo Józef Piłsudski, Capo di Stato (Naczelnik Państwa) tra novembre 1918 e dicembre 1922

La Seconda Repubblica Polacca fu una democrazia parlamentare dal 1919 (vedi Piccola Costituzione del 1919) al 1926, con il presidente con poteri limitati. Il Parlamento lo eleggeva ed egli avrebbe potuto nominare il primo ministro così come il governo con il Sejm (la Camera bassa), ma poteva sciogliere il Sejm solo con il consenso del Senato. Inoltre, il suo potere di emanare decreti era limitato dal requisito che il primo ministro e l'altro ministro competente dovevano verificare i suoi decreti con le loro firme. La Polonia è stata uno dei primi paesi al mondo a riconoscere il suffragio femminile. Le donne in Polonia ottennero il diritto di voto il 28 novembre 1918 con un decreto del generale Józef Piłsudski.
I principali partiti politici in questo periodo furono il Partito Socialista Polacco, i Nazional-Democratici, vari Partiti Contadini, Democratici cristiani e gruppi politici di minoranze etniche (tedesca: Partito Socialdemocratico Tedesco di Polonia, ebraica: Bund generale laburista ebraico in Polonia, Partito Socialista Unito dei Lavoratori Ebrei e ucraina: Alleanza Nazionale Democratica Ucraina). I frequenti cambiamenti di governo (vedi elezioni legislative polacche del 1919, elezioni legislative polacche del 1922) e altra pubblicità negativa ricevuta dai politici (come le accuse di corruzione o il tentativo di colpo di stato polacco del 1919), li resero sempre più impopolari. I principali politici in questo momento, oltre al generale Piłsudski, includevano l'attivista contadino Wincenty Witos (primo ministro tre volte) e il leader di destra Roman Dmowski. Le minoranze etniche erano rappresentate nel Sejm; per esempio. nel 1928-1930 esisteva il Club ucraino-bielorusso, con 26 membri ucraini e 4 bielorussi.
Dopo la guerra sovietico-polacca, il maresciallo Piłsudski condusse una vita intenzionalmente modesta, scrivendo libri storici per vivere. Dopo aver preso il potere attraverso un colpo di stato militare nel maggio 1926, sottolineò che voleva guarire la società e la politica polacche dall'eccessiva politica partigiana. Il suo regime, di conseguenza, era chiamato Sanacja in polacco. Le elezioni parlamentari del 1928 erano ancora considerate libere ed eque, sebbene vinse il Blocco Apartitico per la Cooperazione con il Governo filo-Piłsudski. Le seguenti tre elezioni parlamentari (1930, 1935 e 1938) vennero manipolate, con attivisti dell'opposizione inviati nella Prigione di Bereza Kartuska (vedi anche Processi di Brest). Di conseguenza, il partito filogovernativo Campo di Unità Nazionale ottenne enormi maggioranze. Piłsudski morì subito dopo l'approvazione di una costituzione autoritaria nella primavera del 1935. Durante gli ultimi quattro anni della Seconda Repubblica polacca, i principali politici includevano il presidente Ignacy Mościcki, il ministro degli Esteri Józef Beck e il comandante in capo dell'esercito polacco, il maresciallo Edward Rydz-Śmigły. Il paese era diviso in 104 distretti elettorali, e quei politici che vennero costretti a lasciare la Polonia fondarono il Fronte Morges nel 1936. Il governo che governò la Seconda Repubblica Polacca nei suoi ultimi anni è spesso indicato come colonnelli di Piłsudski.

### Forze armate

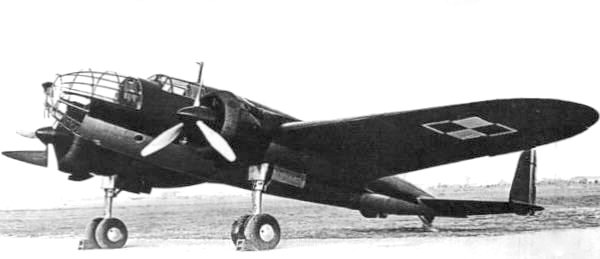
Il PZL.37 Łoś era un bombardiere medio bimotore polacco.

La Polonia interbellica aveva un grande esercito di 950.000 soldati in servizio attivo: 37 divisioni di fanteria, 11 brigate di cavalleria e due brigate corazzate, più unità di artiglieria. Altri 700.000 uomini prestarono servizio nelle riserve. Allo scoppio della guerra, l'esercito polacco riuscì a mettere in campo quasi un milione di soldati, 4.300 cannoni, circa 1.000 mezzi corazzati di cui tra i 200 e i 300 carri armati (la maggior parte dei mezzi corazzati erano tankette surclassati) e 745 velivoli (tuttavia, solo circa 450 di loro erano bombardieri e caccia disponibili per combattere al 1º settembre 1939).
L'addestramento dell'esercito polacco era approfondito. I sottufficiali erano un corpo competente di uomini con conoscenze esperte e alti ideali. Gli ufficiali, sia alti che allievi, aggiornavano costantemente la loro formazione sul campo e in aula, dove venivano dimostrate e discusse le moderne conquiste tecniche e le lezioni delle guerre contemporanee. L'equipaggiamento dell'esercito polacco era tecnicamente meno sviluppato di quello della Germania nazista e il suo riarmo venne rallentato dalla fiducia nel sostegno militare dell'Europa occidentale e dalle difficoltà di bilancio.
Il sistema di comando polacco a livello dell'intero esercito e delle armate polacche era obsoleto. I generali al comando delle armate dovevano chiedere il permesso all'alto comando. L'esercito polacco tentò di organizzare fronti composti da gruppi d'armate solo quando era già troppo tardi durante la guerra difensiva polacca nel 1939.

## Economia

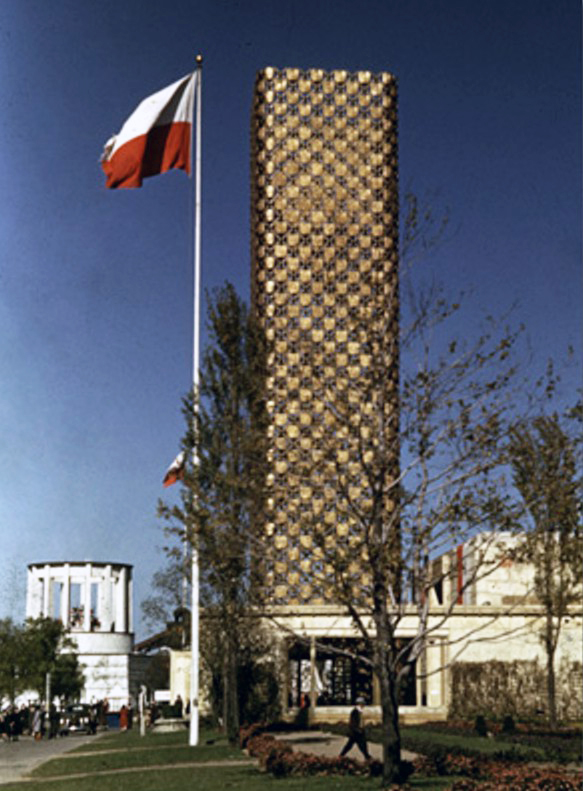
Padiglione polacco a New York, 1939

Dopo avere riconquistato l'indipendenza, la Polonia dovette affrontare grandi difficoltà economiche. All'interno dei confini della repubblica, erano ancora in vigore i resti di tre diversi sistemi economici, con tre valute diverse e con scarsi collegamenti infrastrutturali. La situazione era così grave che i centri industriali vicini non possedevano i collegamenti ferroviari diretti poiché erano stati parte di diverse nazioni occupanti. A ciò si aggiungeva la distruzione lasciata sia dalla prima guerra mondiale che dalla guerra sovietico-polacca. Vi era anche grande disparità economica tra l'est e l'ovest della nazione, in quanto la parte occidentale era più sviluppata e prospera. Anche le frequenti chiusure delle frontiere e le guerre tariffarie (specialmente con la Germania nazista) ebbero impatti negativi sull'economia polacca.
Nonostante questi problemi, la Polonia riuscì nel periodo interbellico a raggiungere un discreto stato di prosperità economica rispetto all'Europa occidentale. Nel 1924 il ministro dell'economia Władysław Grabski introdusse lo Złoty polacco come singola valuta comune per la Polonia; la nuova valuta rimase la più stabile tra quelle dell'Europa centrale. Lo Złoty polacco aiutò la nazione a tenere sotto controllo l'iperinflazione: la Polonia fu l'unico paese in Europa ad essere in grado di farcela contando solo sulle proprie forze, senza aiuti o prestiti dall'estero.
La base della relativa prosperità della Polonia erano i progetti di sviluppo economico che prevedevano la costruzione di due elementi infrastrutturali essenziali. Il primo era l'istituzione del porto a Gdynia, che permise alla Polonia di oltrepassare completamente Danzica (che era posta sotto pesanti pressioni naziste per boicottare le esportazioni polacche di carbone). Il secondo era la creazione di un distretto industriale, detto 'COP' (Centralny Okręg Przemysłowy). Sfortunatamente questi sviluppi furono interrotti e distrutti dall'invasione tedesca all'inizio della seconda guerra mondiale.

## Demografia

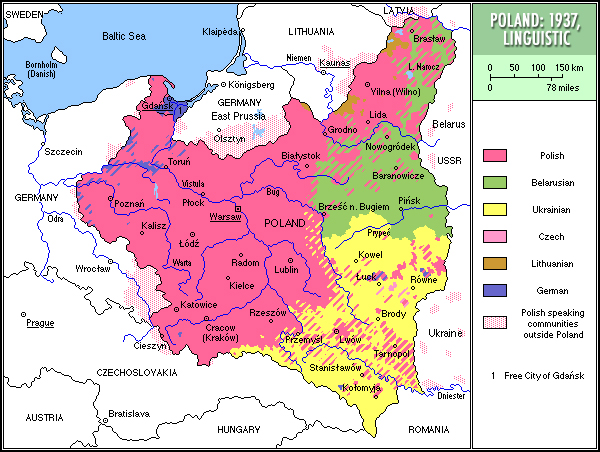
Mappa linguistica della Polonia negli anni trenta, 1937

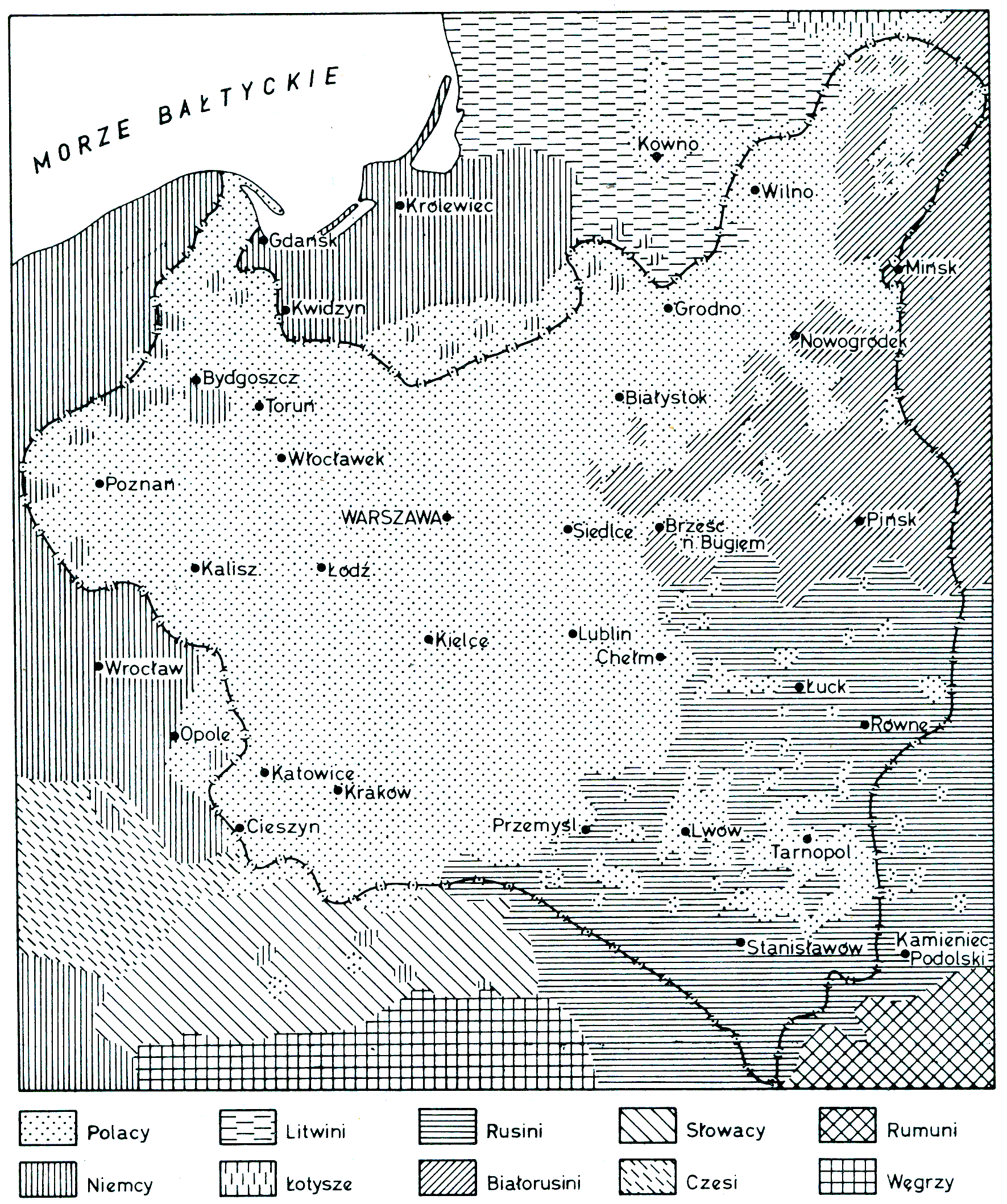
Nazionalità nella Seconda Repubblica di Polonia nel 1931

La Polonia è stata tradizionalmente un Paese abitato da gente di diversa nazionalità, con consistenti minoranze ebree e ucraine. Queste minoranze sono esistite in numero elevato specialmente dopo che la nazione ebbe riconquistato la propria indipendenza alla fine della prima guerra mondiale, nel 1918. Il censimento di quell'anno registrò il 30,8% degli abitanti della Polonia come non polacchi. Con la vittoria polacca nella guerra sovietico-polacca, la Polonia estese ancora di più i suoi territori, facendo aumentare la percentuale delle minoranze. Nel 1931 il censimento mostrò che il 66% della popolazione era polacca, il 15% ucraina, il 9% ebrea, il 5% bielorussa ed il 2,5% tedesca.
La Polonia era anche una nazione dalle molte religioni, di origine ebraica e cristiana. Nel 1921 16.057.229 polacchi (circa il 62,5%) erano cattolici, 3.031.057 (l'11,8%) erano ortodossi, 2.815.817 (il 10,95%) erano greco-ortodossi, 2.771.949 (il 10,8%) ebrei e 940.232 (il 3,7%) erano protestanti. Nel 1931 la Polonia comprendeva la più vasta percentuale di popolazione ebrea al mondo, con un quinto di tutti gli ebrei del mondo che abitavano proprio nella nazione dell'Europa orientale. Norman Davies fornisce i risultati del censimento del 1931 come segue
- polacchi, 68,9% della popolazione
- ucraini, 13,9%
- ebrei, 8,7%
- bielorussi, 3,1%
- tedeschi, 2,3%

### Popolazione
| Censimento        | Popolazione | Percentuale di popolazione rurale | densità di popolazione (per km²) |
| ----------------- | ----------- | --------------------------------- | -------------------------------- |
| 30 settembre 1921 | 27.177.000  | 75,4%                             | 69,9                             |
| 9 dicembre 1931   | 32.107.000  | 72,6%                             | 82,6                             |
| 31 dicembre 1938  | 34.849.000  | 70%                               | 89,7                             |

Principali città all'inizio del 1939
1. Varsavia – 1.289.000 abitanti
2. Łódź – 672.000 abitanti
3. Leopoli – 318.000 abitanti
4. Poznań – 272.000 abitanti
5. Cracovia – 259.000 abitanti
6. Vilnius – 209.000 abitanti
7. Bydgoszcz – 141.000 abitanti
8. Częstochowa – 138.000 abitanti
9. Katowice – 134.000 abitanti
10. Sosnowiec – 130.000 abitanti
11. Lublino – 122.000 abitanti
12. Gdynia – 120.000 abitanti
13. Chorzów – 110.000 abitanti
14. Białystok – 107.000 abitanti

## Divisione amministrativa e geografia
La divisione amministrativa della Seconda Repubblica era basata su tre sistemi. Al livello più basso c'erano i comuni, che erano poco più che governi di villaggi o città. Questi erano poi riuniti nei distretto, a loro volta unificati in vari voivodati.
| Voivodati polacchi nel periodo interbellico (dati del 1º aprile 1937) |                          |                   |                                |                                |
| Targhe automobilistiche (dal 1937)                                    | Voivodato Città separata | Capoluogo         | Area in migliaia di km² (1930) | Popolazione in migliaia (1931) |
| 00-19                                                                 | Città di Varsavia        | Varsavia          | 0,14                           | 1179,5                         |
| 85-89                                                                 | warszawskie              | Varsavia          | 31,7                           | 2460,9                         |
| 20-24                                                                 | białostockie             | Białystok         | 26,0                           | 1263,3                         |
| 25-29                                                                 | kieleckie                | Kielce            | 22,2                           | 2671,0                         |
| 30-34                                                                 | krakowskie               | Cracovia          | 17,6                           | 2300,1                         |
| 35-39                                                                 | lubelskie                | Lublino           | 26,6                           | 2116,2                         |
| 40-44                                                                 | lwowskie                 | Leopoli           | 28,4                           | 3126,3                         |
| 45-49                                                                 | łódzkie                  | Łódź              | 20,4                           | 2650,1                         |
| 50-54                                                                 | nowogródzkie             | Nowogródek        | 23,0                           | 1057,2                         |
| 55-59                                                                 | poleskie                 | Brześć nad Bugiem | 36,7                           | 1132,2                         |
| 60-64                                                                 | pomorskie                | Toruń             | 25,7                           | 1884,4                         |
| 65-69                                                                 | poznańskie               | Poznań            | 28,1                           | 2339,6                         |
| 70-74                                                                 | stanisławowskie          | Stanisławów       | 16,9                           | 1480,3                         |
| 75-79?                                                                | śląskie                  | Katowice          | 5,1                            | 1533,5                         |
| 80-84                                                                 | tarnopolskie             | Ternopil'         | 16,5                           | 1600,4                         |
| 90-94                                                                 | wileńskie                | Vilnius           | 29,0                           | 1276,0                         |
| 95-99                                                                 | wołyńskie                | Łuck              | 35,7                           | 2085,6                         |

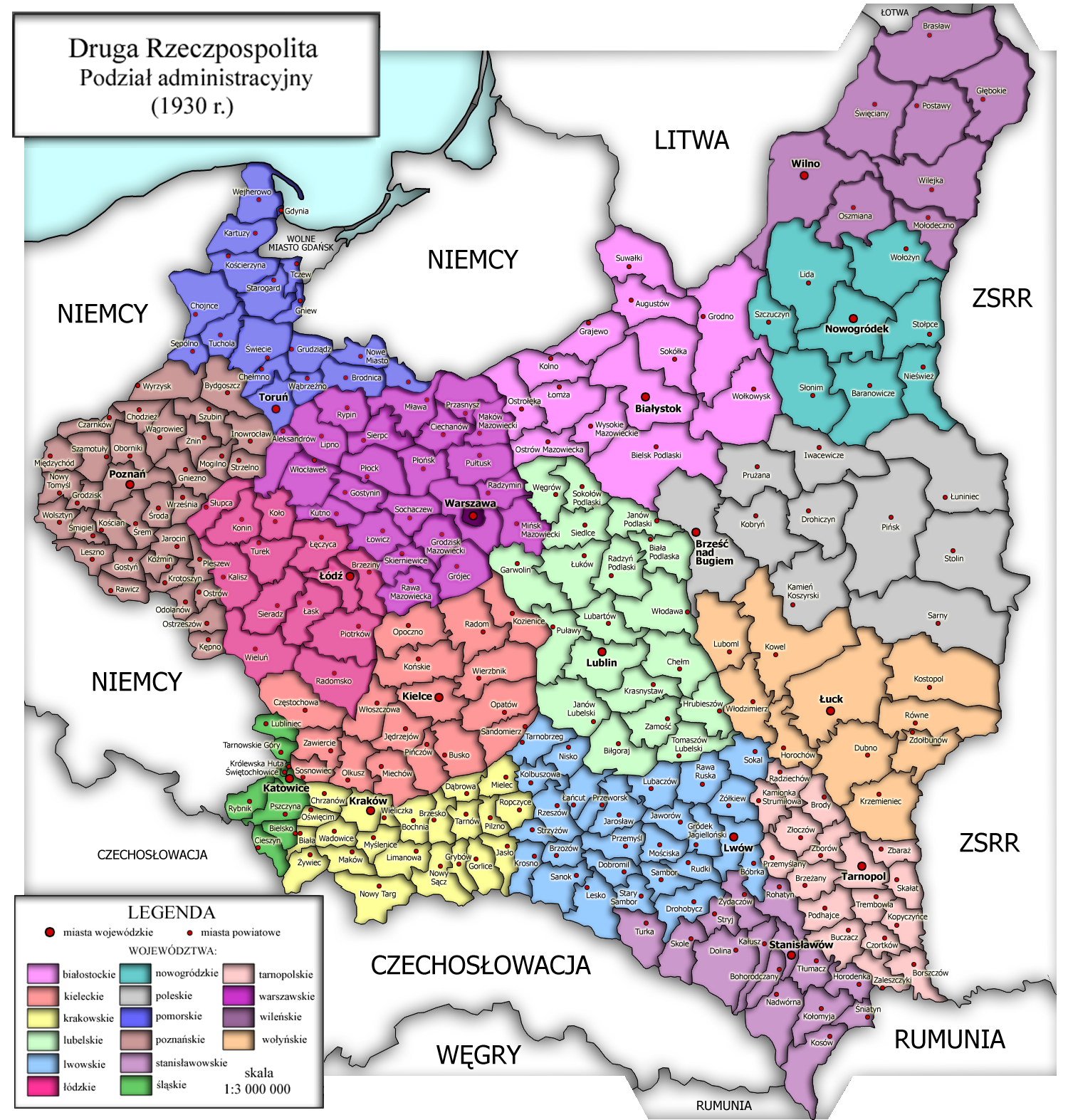
Cartina amministrativa della Polonia dal 1930

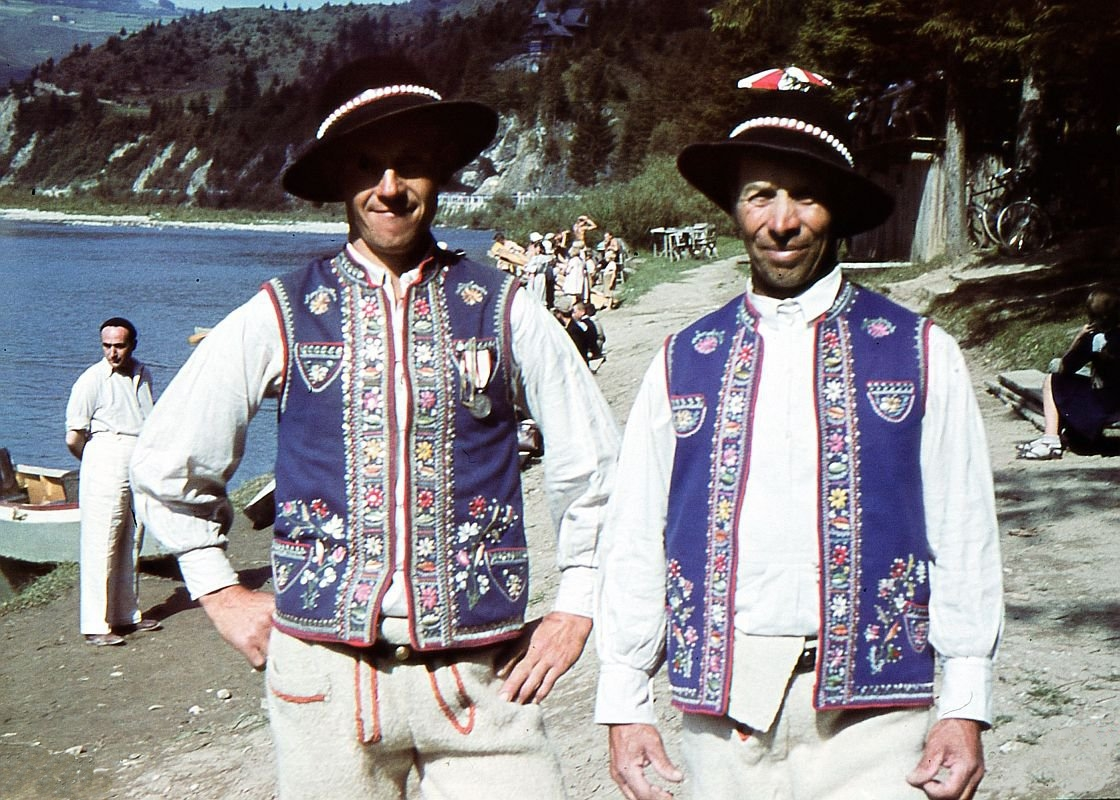
Szczawnica, fiume Dunajec, 1939

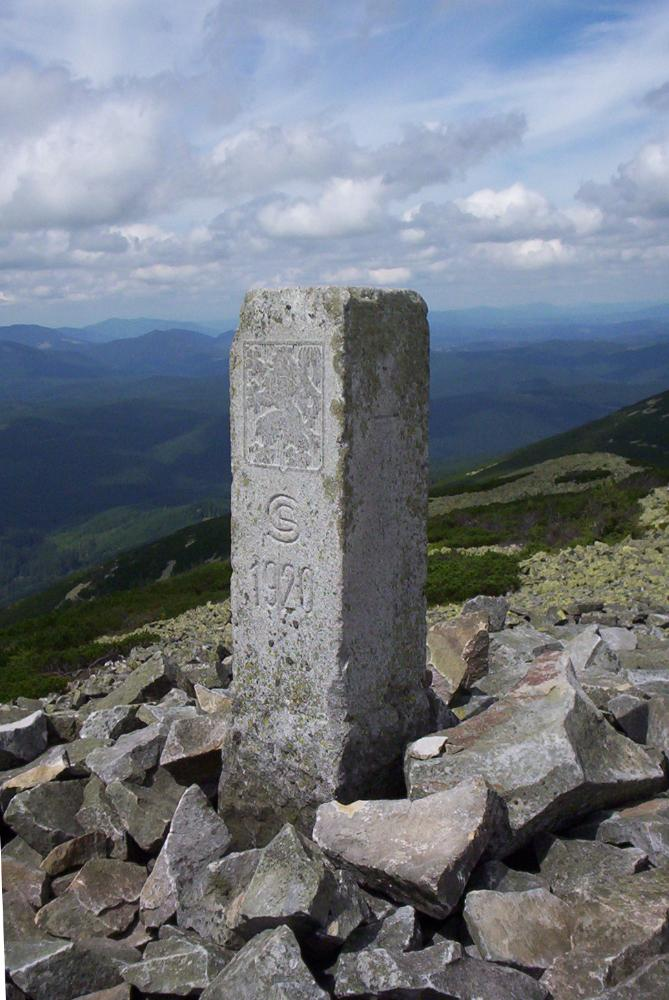
Popadia a Gorgany. Confine tra Polonia e Cecoslovacchia prima della seconda guerra mondiale

Il 1º aprile 1938 i confini di diversi voivodati occidentali mutarono considerevolmente.

## Educazione e cultura

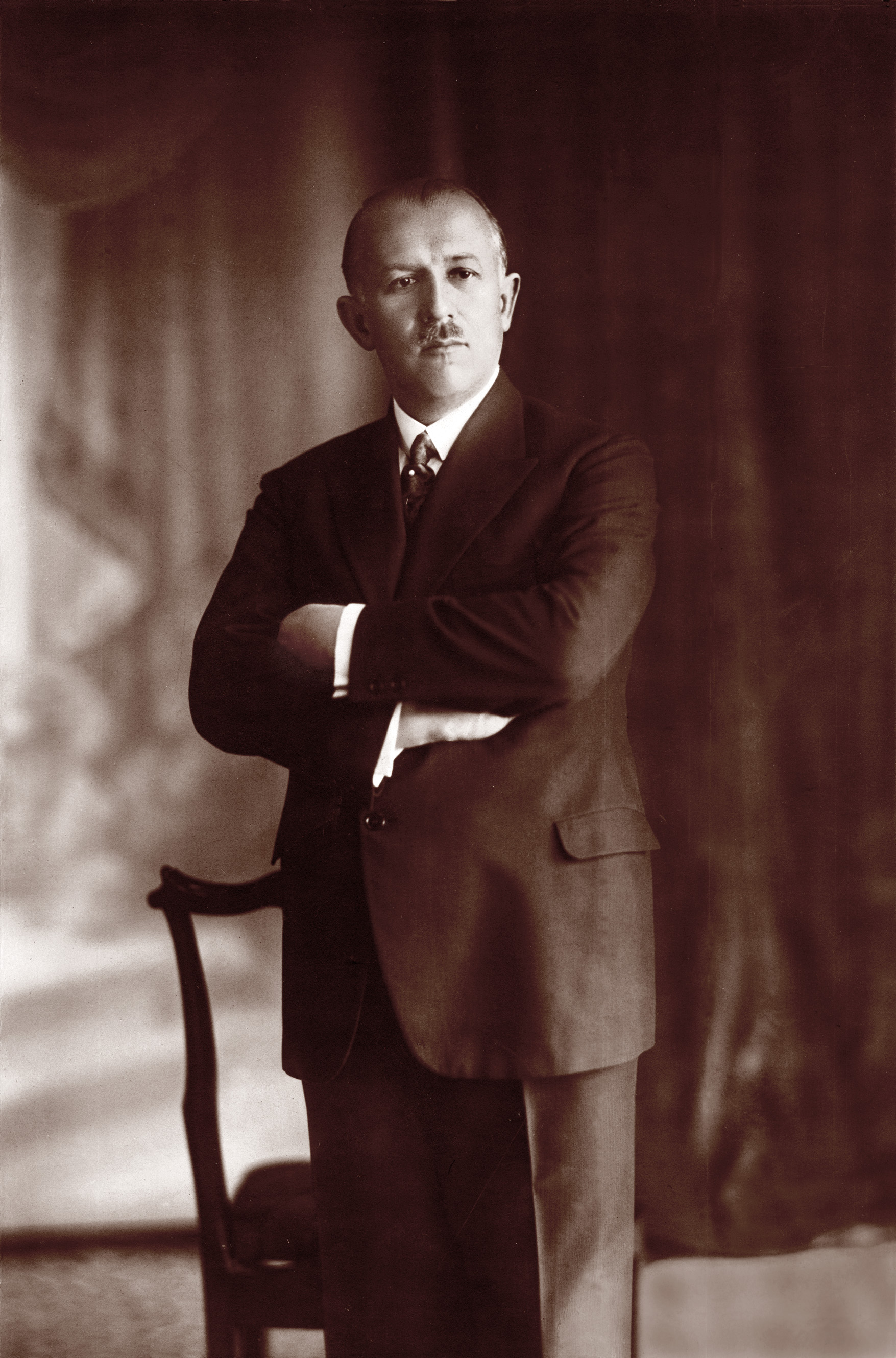
Il primo ministro Kazimierz Bartel, anche studioso e matematico

Nel 1919, il governo polacco introdusse l'istruzione obbligatoria per tutti i bambini dai 7 ai 14 anni, nel tentativo di limitare l'analfabetismo, che era molto diffuso, specialmente nell'ex spartizione russa e nella spartizione austriaca della Polonia orientale. Nel 1921, un terzo dei cittadini polacchi rimaneva analfabeta (38% nelle campagne). Il processo fu lento, ma nel 1931 il livello di analfabetismo era sceso al 23% complessivo (27% nelle campagne) e ulteriormente al 18% nel 1937. Nel 1939 oltre il 90% dei bambini frequentava la scuola. Nel 1932, Janusz Jędrzejewicz, ministro della Religione e dell'Istruzione, attuò una riforma importante che introdusse due livelli principali di istruzione: scuola comune (szkoła powszechna), con tre livelli – 4 voti + 2 voti + 1 voto; e scuola media (szkoła średnia), con due livelli: 4 classi di scuola media comprensiva e 2 classi di scuola superiore specificata (classica, umanistica, naturale e matematica). Un diplomato di scuola media riceveva una piccola matura, mentre un diplomato di scuola superiore riceveva una grande matura, che gli permetteva di cercare un'istruzione di livello universitario.

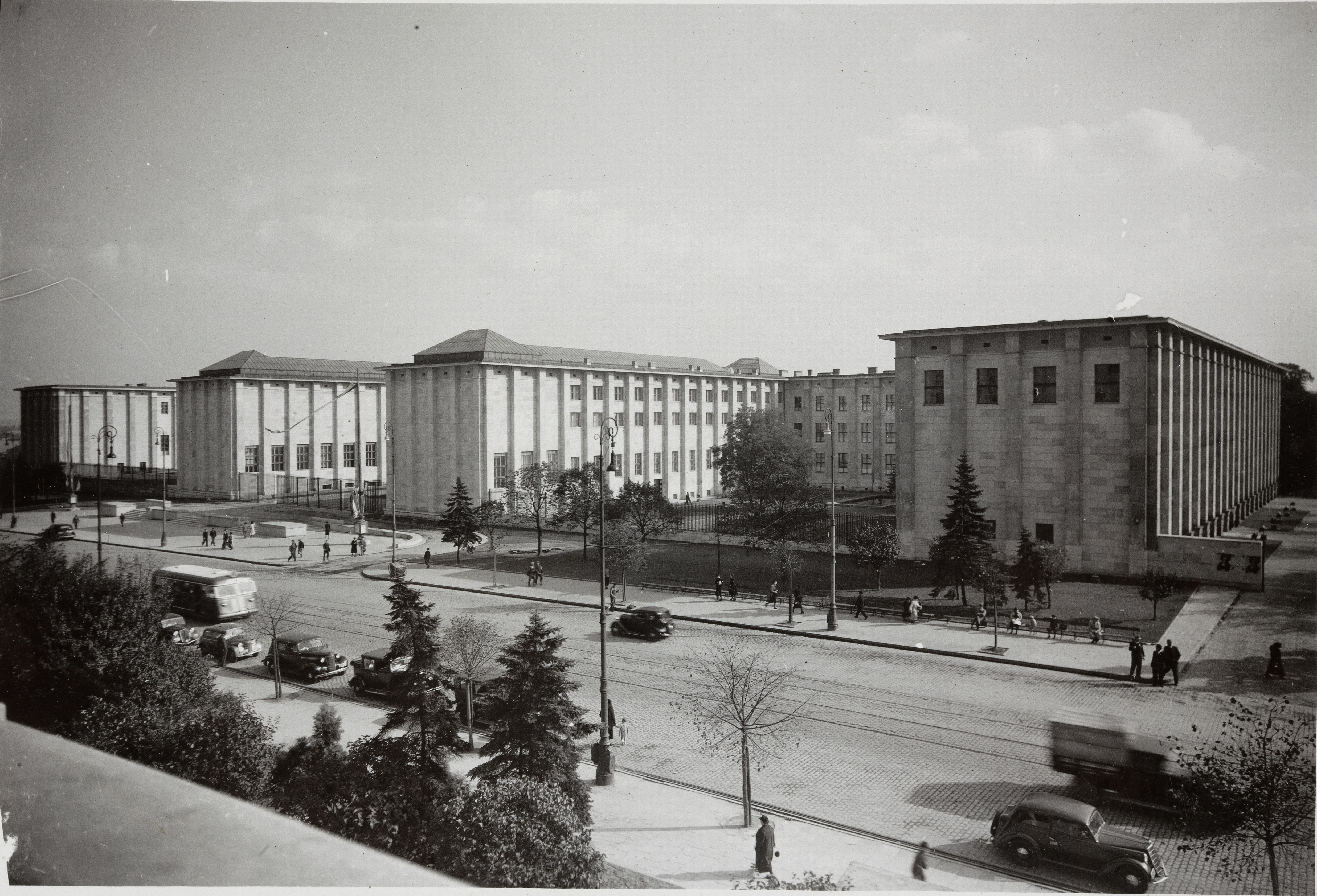
Il Museo nazionale di Varsavia (in polacco: Muzeum Narodowe w Warszawie), popolarmente noto come MNW, venne inaugurato nel 1938.

Prima del 1918, la Polonia aveva tre università: l'Università Jagellonica, l'Università di Varsavia e l'Università di Leopoli. L'Università Cattolica di Lublino venne fondata nel 1918; l'Università Adam Mickiewicz di Poznań nel 1919; e infine, nel 1922, dopo l'annessione della Repubblica della Lituania Centrale, l'Università di Vilnius divenne la sesta università della Repubblica. C'erano anche tre istituti tecnici: il Politecnico di Varsavia, il Politecnico di Leopoli e l'Università della scienza e della tecnologia a Cracovia, fondata nel 1919. L'Università di Varsavia di scienze della vita era un istituto agricolo. Nel 1939 c'erano circa 50.000 studenti iscritti all'istruzione superiore. Le donne costituivano il 28% degli studenti universitari, la seconda percentuale più alta in Europa.
La scienza polacca nel periodo interbellico era rinomata per i suoi matematici riuniti intorno alla Scuola di Matematica di Leopoli, alla Scuola di Matematica di Cracovia, così come alla Scuola di Matematica di Varsavia. C'erano filosofi di livello mondiale nella scuola di Leopoli-Varsavia di logica e filosofia. Florian Znaniecki ha fondato gli studi sociologici polacchi. Rudolf Weigl ha inventato un vaccino contro il tifo. Bronisław Malinowski è annoverato tra i più importanti antropologi del XX secolo.

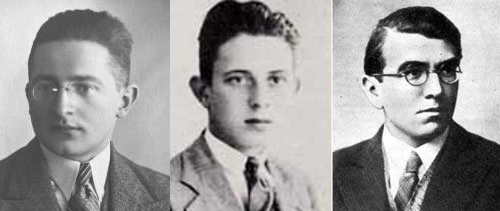
Marian Rejewski, Jerzy Różycki ed Henryk Zygalski, matematici e crittologi polacchi che lavorarono per decifrare i cifrari Enigma tedeschi prima e durante la seconda guerra mondiale

Nella letteratura polacca, gli anni '20 furono segnati dal dominio della poesia. I poeti polacchi erano divisi in due gruppi: gli skamanderiti (Jan Lechoń, Julian Tuwim, Antoni Słonimski e Jarosław Iwaszkiewicz) ed i futuristi (Anatol Stern, Bruno Jasieński, Aleksander Wat, Julian Przyboś). Oltre a romanzieri affermati (Stefan Żeromski, Władysław Reymont), nel periodo interbellico apparvero nuovi nomi: Zofia Nałkowska, Maria Dąbrowska, Jarosław Iwaszkiewicz, Jan Parandowski, Bruno Schultz, Stanisław Ignacy Witkiewicz, Witold Gombrowicz. Tra gli altri artisti degni di nota c'erano lo scultore Ksawery Dunikowski, i pittori Julian Fałat, Wojciech Kossak e Jacek Malczewski, i compositori Karol Szymanowski, Feliks Nowowiejski e Arthur Rubinstein, il cantante Jan Kiepura.
Il teatro era immensamente popolare nel periodo interbellico, con tre centri principali nelle città di Varsavia, Vilnius e Leopoli. Complessivamente, c'erano 103 teatri in Polonia e una serie di altre istituzioni teatrali (inclusi 100 teatri popolari). Nel 1936, diversi spettacoli vennero visti da 5 milioni di persone e le figure principali del teatro polacco dell'epoca erano Juliusz Osterwa, Stefan Jaracz e Leon Schiller. Inoltre, prima dello scoppio della guerra, c'erano circa un milione di radio (vedi Stazioni radio nella Polonia interbellica).